# آبلسونیت
آبلسونیت (انگلیسی: Abelsonite) نام یک نوع کانی است که از جنس پورفیرین که بانام شیمیایی C31H32N4Ni مشخص می‌گردد. این کانی برای نخستین بار در سال ۱۹۶۹ در ایالات متحد آمریکا واقع در منطقه یوتا کشف شده است. این کانی توسط یک زمین‌شناسی به نام فیلیپ آبلسون کشف گردیده است. طول آن حدود ۱ سانتی‌متر می‌باشد. این ماده معدنی برای اولین در سال ۱۹۶۹ میلادی در غرب مرکز روغن‌گیری شهرستان یینتا، یوتا دیده شده است، و کشف آن به صورت رسمی در سال ۱۹۷۵ میلادی شکل گرفت.